# John Cleese
John Marwood Cleese (født 27. oktober 1939) er en engelsk skuespiller, komiker, forfatter og filmproducer. Hans komiske talent viste sig, da han var medlem af Cambridge Footlights Revue, mens han læste jura på University of Cambridge. I 1969 var han medstifter af den engelske komedietrup Monty Python. I 1969-1974 blev serien Monty Pythons Flyvende Cirkus vist på BBC og efterfulgt af fire film: And Now for Something Completely Different, Monty Python og de skøre riddere, Life of Brian og Monty Python's The Meaning of Life.
Hermed blev Cleese en af hovedmændene inden for den sorte satire og komedie, der slog igennem i engelsk film og tv i 1970'erne og 1980'erne. Cleese var endvidere manden bag den anmelderroste tv-serie Fawlty Towers (Halløj på badehotellet), som han skrev sammen med sin daværende hustru Connie Booth. Serien fornyede situationskomedien og farcen med sin absurde logik, den vanvittigt opskruede gestik og en rablende vittig dialog.
I 1999 medvirkede han i et afsnit af DR2s tv-sketchprogram Casper & Mandrilaftalen.
John Cleese har medvirket i en lang række film, næsten alle i den komiske genre, fx Clockwise (Kuk i timeplanen), Fisken de kaldte Wanda og Fierce Creatures. Han er desuden forfatter til en række satiriske og pædagogiske bøger.

## Udvalgte tv-serier og film
- Monty Pythons Flyvende Cirkus (1969-1974)
- Halløj på Badehotellet (1975 og 1979)
- Fisken de kaldte Wanda (1988)